# Horizontal situation indicator

Horizontal situation indicator.

Horizontal situation indicator (HSI) är ett flyginstrument som är en kombination av ett kursgyro, även kallad gyrokompass, och en OBI.